# Myrrhis torquata
Myrrhis torquata är en flockblommig växtart som beskrevs av Schult.. Myrrhis torquata ingår i släktet spanskkörvlar, och familjen flockblommiga växter. Inga underarter finns listade i Catalogue of Life.